# Neue Synagoge (Milevsko)
Koordinaten: 49° 27′ 8,4″ N, 14° 21′ 44,6″ O

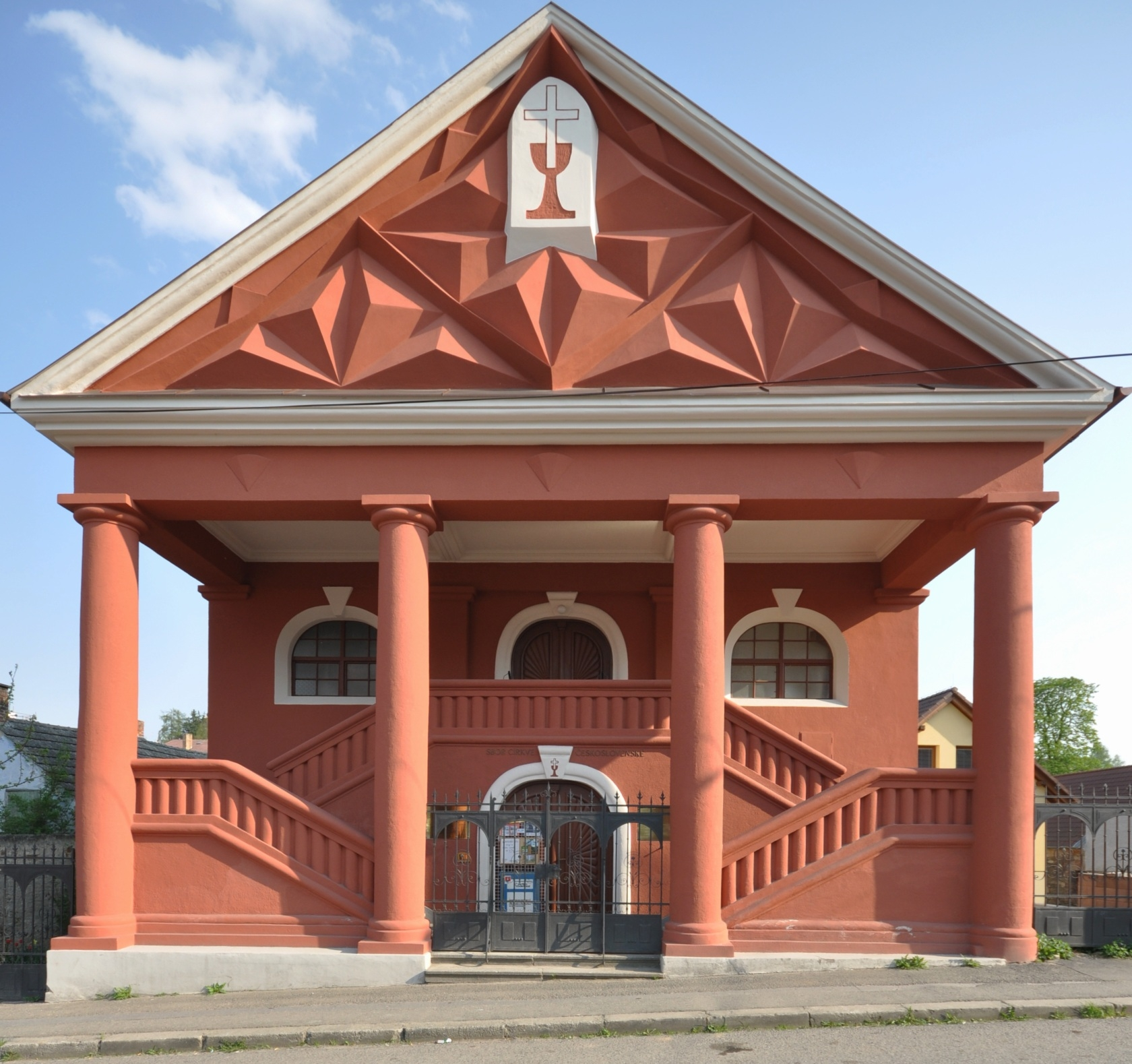
Eingangsseite

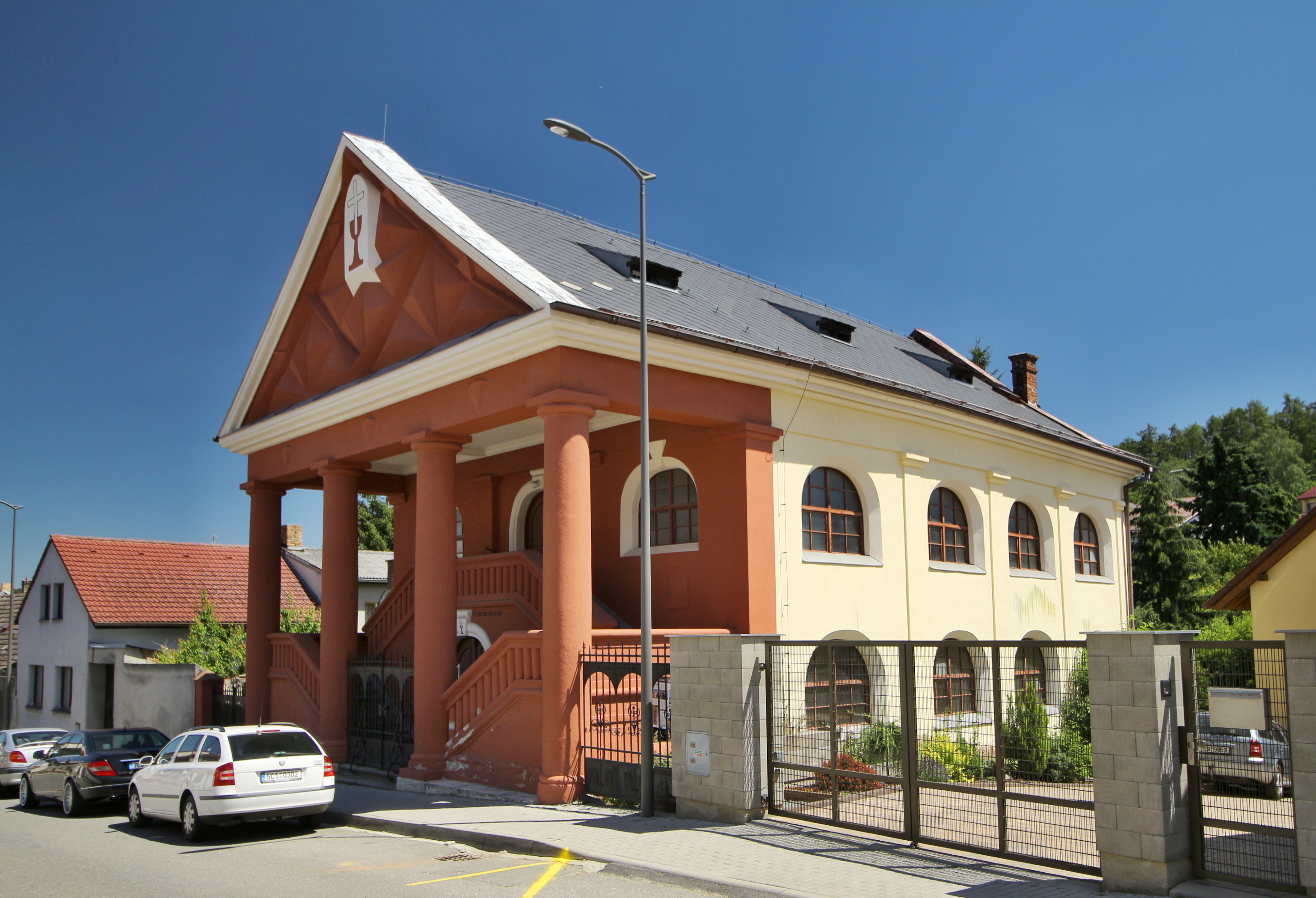
Synagoge in Milevsko

Die Neue Synagoge in Milevsko (deutsch Mühlhausen),  einer tschechischen Stadt in der Südböhmischen Region, wurde von 1914 bis 1919 errichtet. Die profanierte Synagoge in der Sokolovská-Straße ist seit 2006 ein geschütztes Kulturdenkmal.

## Geschichte
Die Synagoge wurde nach Plänen des Prager Architekten Střílek erbaut und ersetzte einen Vorgängerbau aus dem 18. Jahrhundert. Ihr Stil, eine Mischung aus neoklassizistischen und kubistischen Elementen, ist in der Synagogenarchitektur einmalig. Im Inneren befindet sich an drei Seiten die Frauenempore, die über die Treppen an der straßenseitigen Fassade erreicht werden. 
Während des Zweiten Weltkriegs wurde das Gebäude als Ladengeschäft zweckentfremdet.
Seit 1950 dient das Synagogengebäude der Hussitenkirche als Gotteshaus.